# Wild Thoughts
Wild Thoughts (englisch für „Wilde Gedanken“) ist ein Lied des US-amerikanischen DJs und Musikproduzenten DJ Khaled, das er mit der Sängerin Rihanna und dem Rapper Bryson Tiller aufnahm. Der Song wurde am 16. Juni 2017 als vierte Single seines zehnten Studioalbums Grateful veröffentlicht.

## Inhalt
| Liedteil   | Künstler      |
| Intro      | DJ Khaled     |
| 1. Strophe | Rihanna       |
| Refrain    | Rihanna       |
| 2. Strophe | Rihanna       |
| 3. Strophe | Bryson Tiller |

Wild Thoughts handelt von den Gedanken an eine geliebte bzw. attraktive Person und enthält zahlreiche sexuelle Anspielungen. So singt Rihanna aus der Perspektive des lyrischen Ichs, was sie mit ihrem Geliebten anstellen würde, der sie in Wallungen versetze, wenn sie nur an ihn denke. Mit ihm fühle sie sich wohl und glücklich, auch wenn sie keine Diamanten trage. Bryson Tiller rappt aus der Sicht des Mannes, der seiner Geliebten eine unvergessliche Nacht bereitet und sie zum Höhepunkt bringt, wobei es keine Tabus gebe.

“Wild, wild, wild

Wild, wild, wild thoughts

Wild, wild, wild

When I’m with you, all I get is wild thoughts”

## Produktion
Das Lied wurde von DJ Khaled selbst produziert, wobei er ein Sample des Songs Maria Maria von Carlos Santana und The Product G&B aus dem Jahr 1999 verwendete. Zudem ist eine Interpolation des gleichnamigen Stücks von PartyNextDoor enthalten. Somit sind neben DJ Khaled, Rihanna und Bryson Tiller auch PartyNextDoor, Jerry Duplessis, Wyclef Jean, David McRae, High Moore und Carlos Santana als Autoren angegeben.

## Musikvideo
Bei dem zu Wild Thoughts in Miami gedrehten Musikvideo führte Colin Tilley Regie. Es feierte am 16. Juni 2017 Premiere und verzeichnet auf YouTube über 1,2 Milliarden Aufrufe (Stand: Oktober 2024). Das Video zeig Rihanna, die leichtbekleidet durch die nächtliche Stadt läuft, während sie von feiernden Menschen in einer entspannten Atmosphäre umgeben ist. Teilweise ist DJ Khaled neben ihr zu sehen. Weitere Szenen zeigen sie in einem hellblauen Kleid in einem Schlafzimmer, wo sie sich lasziv zur Musik bewegt. Bryson Tiller rappt seine Strophe am Fenster eines Apartments sowie zwischen den feiernden Leuten. Am Ende sind alle drei auf einem Podest vor nächtlichem Himmel und Feuerwerk zu sehen.
Bei den MTV Video Music Awards 2017 wurde es in den Kategorien Video of the Year, Song of Summer, Best Collaboration und Best Art Direction nominiert, konnte jedoch in keiner gewinnen.

## Single

### Covergestaltung
Das Singlecover zeigt DJ Khaleds kleinen Sohn Asahd, der zwischen bunten Blumen auf einem goldenen Thron sitzt und lächelt. Im Vordergrund ist ein Löwenbaby zu sehen, während sich im Hintergrund Palmen befinden. Im oberen Teil des Bilds stehen die weißen Schriftzüge DJ Khaled, Rihanna und Bryson Tiller sowie der goldene Titel Wild Thoughts.

### Titelliste
1. Wild Thoughts – 3:24
2. Wild Thoughts (Medasin Dance Remix) – 4:35

### Chartplatzierungen
Wild Thoughts stieg am 23. Juni 2017 auf Platz fünf in die deutschen Singlecharts ein und erreichte in der folgenden Woche mit Rang vier die beste Platzierung, die es für vier Wochen belegte. Insgesamt hielt sich der Song 22 Wochen lang in den Top 100, davon neun Wochen in den Top 10. Besonders erfolgreich war das Lied im Vereinigten Königreich, wo es die Chartspitze belegte. Weitere Top-10-Platzierungen gelangen unter anderem in den Vereinigten Staaten, Australien, Neuseeland, Portugal, der Schweiz, Dänemark, Belgien, Frankreich, Schweden, Norwegen, Finnland und Österreich. In den deutschen Single-Jahrescharts 2017 belegte der Song Position 28.
| ChartsChartplatzierungen       | Höchstplatzierung | Wochen |
| ------------------------------ | ----------------- | ------ |
| Deutschland (GfK)              | 4 (22 Wo.)        | 22     |
| Österreich (Ö3)                | 9 (18 Wo.)        | 18     |
| Schweiz (IFPI)                 | 3 (22 Wo.)        | 22     |
| Vereinigte Staaten (Billboard) | 2 (21 Wo.)        | 21     |
| Vereinigtes Königreich (OCC)   | 1 (25 Wo.)        | 25     |

| ChartsJahrescharts (2017)      | Platzierung |
| ------------------------------ | ----------- |
| Deutschland (GfK)              | 28          |
| Österreich (Ö3)                | 59          |
| Schweiz (IFPI)                 | 46          |
| Vereinigte Staaten (Billboard) | 18          |
| Vereinigtes Königreich (OCC)   | 13          |

### Verkaufszahlen und Auszeichnungen
Wild Thoughts erhielt im Jahr 2023 in Deutschland für mehr als 600.000 verkaufte Einheiten eine dreifache Goldene Schallplatte. In den Vereinigten Staaten wurde es 2025 für über acht Millionen Verkäufe mit Achtfach-Platin ausgezeichnet. Im Vereinigten Königreich erhielt das Lied 2022 für mehr als 1,8 Millionen verkaufte Exemplare eine dreifache Platin-Schallplatte. Die weltweiten Verkaufszahlen belaufen sich auf über zwölf Millionen.

| Land/Region                  | Auszeichnungen für Musikverkäufe (Land/Region, Auszeichnung, Verkäufe) | Verkäufe   |
| ---------------------------- | ---------------------------------------------------------------------- | ---------- |
| Australien (ARIA)            | 7× Platin                                                              | 490.000    |
| Belgien (BRMA)               | Platin                                                                 | 30.000     |
| Brasilien (PMB)              | Diamant                                                                | 160.000    |
| Dänemark (IFPI)              | 2× Platin                                                              | 180.000    |
| Deutschland (BVMI)           | 3× Gold                                                                | 600.000    |
| Frankreich (SNEP)            | Diamant                                                                | 233.333    |
| Italien (FIMI)               | 2× Platin                                                              | 100.000    |
| Kanada (MC)                  | 5× Platin                                                              | 400.000    |
| Mexiko (AMPROFON)            | 3× Gold                                                                | 90.000     |
| Neuseeland (RMNZ)            | 6× Platin                                                              | 180.000    |
| Österreich (IFPI)            | Gold                                                                   | 15.000     |
| Polen (ZPAV)                 | 3× Platin                                                              | 60.000     |
| Portugal (AFP)               | 2× Platin                                                              | 20.000     |
| Schweden (IFPI)              | 3× Platin                                                              | 120.000    |
| Schweiz (IFPI)               | Platin                                                                 | 20.000     |
| Spanien (Promusicae)         | Platin                                                                 | 40.000     |
| Vereinigte Staaten (RIAA)    | 8× Platin                                                              | 8.000.000  |
| Vereinigtes Königreich (BPI) | 3× Platin                                                              | 1.800.000  |
| Insgesamt                    | 3× Gold · 46× Platin · 2× Diamant ·                                    | 12.538.333 |

Hauptartikel: DJ Khaled/Auszeichnungen für Musikverkäufe